# Repräsentative Wahlstatistik

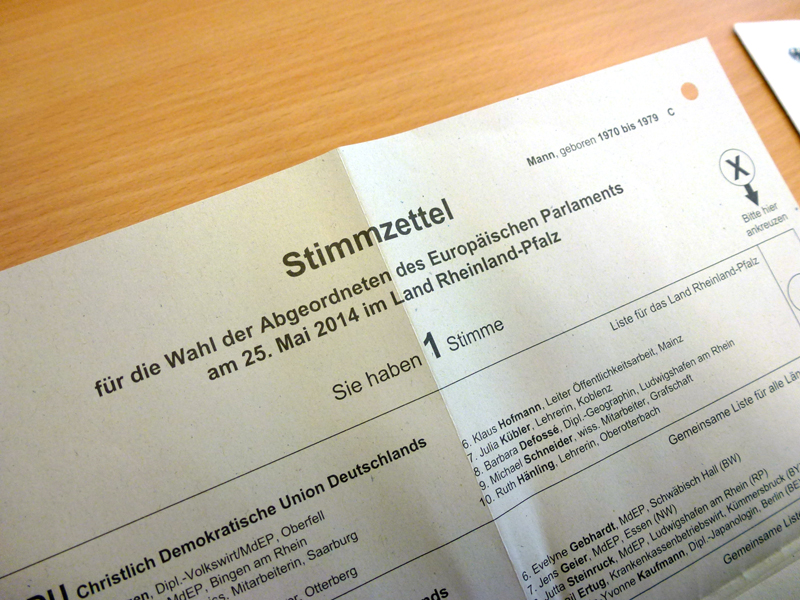
Stimmzettel mit Unterscheidungsmerkmal bei der Europawahl 2014

Die repräsentative Wahlstatistik gibt Aufschluss über das Wahlverhalten verschiedener Bevölkerungsgruppen. Anders als Wählerumfragen basiert sie nicht auf Angaben der Befragten, sondern wertet wie die allgemeine Wahlstatistik die tatsächlich abgegebenen Stimmzettel aus. Für die repräsentative Wahlstatistik werden die Stimmzettel dabei unter Wahrung des Wahlgeheimnisses mit Informationen über den jeweiligen Wähler versehen.

## Rechtsrahmen und Methodik in Deutschland
Die amtliche allgemeine Wahlstatistik ermöglicht lediglich geografische und ergebnisbezogene Aussagen, die geheime Wahl verhindert eine Auswertung demographischer Merkmale. Da von der Politikforschung auch Informationen zur Wahlbeteiligung und zum Stimmverhalten einzelner Gruppen gewünscht werden, erlaubt das Wahlstatistikgesetz in repräsentativ ausgewählten Wahlbezirken die Verwendung gekennzeichneter Stimmzettel. Sie lassen das Geschlecht sowie die Zugehörigkeit zu einer Altersgruppe erkennen. Die für die Erhebung genutzten Wahlbezirke werden dabei als geschichtete Stichprobe so ausgewählt, dass die Gesamtwählerschaft repräsentativ abgebildet werden kann.

### Auswahl der Wahlbezirke
Das Wahlstatistikgesetz begrenzt die Zahl der Erhebungsbezirke auf maximal fünf Prozent aller Wahlbezirke im Bundesgebiet und 10 Prozent aller Wahlbezirke eines Bundeslandes (§ 3 WStatG). Diese Obergrenze wird in der Praxis nicht ausgenutzt: Bei der Bundestagswahl 2009 enthielt die Stichprobe rund 2900 von 90.000 Wahlbezirken mit insgesamt rund 2,2 von 62 Millionen Wahlberechtigten, das entspricht 3,5 %. Wahlbezirke mit weniger als 400 Wahlberechtigten sind dabei generell ausgeschlossen, um keinerlei Rückschlüsse auf individuelles Wahlverhalten zu erlauben (§ 3 WStatG). Die Wahlberechtigten müssen darauf hingewiesen werden, dass der Wahlbezirk in eine repräsentative Wahlstatistik einbezogen ist (§ 3 WStatG). Wer ohne Auswertung in einer repräsentativen Wahlstatistik wählen möchte, kann einen Wahlschein beantragen und in einem anderen Wahlbezirk seines Wahlkreises wählen.

### Erhebungsmerkmale

#### Altersgruppen
Das Gesetz erlaubt bis zu zehn Altersgruppen bei der Erhebung der Wahlbeteiligung und seit 2013 bis zu sechs Altersgruppen bei der Erhebung der Stimmabgabe nach Parteien (§ 4 WStatG). Für die Stimmabgabe nach Parteien werden folgende Altersgruppen verwendet: 18 bis 24 Jahre, 25 bis 34 Jahre, 35 bis 44 Jahre, 45 bis 59 Jahre, 60 bis 69 Jahre sowie 70 Jahre und älter. Bei den Bundestagswahlen bis einschließlich 2009 waren die Wähler ab 60 Jahre in einer Gruppe zusammengefasst.

#### Geschlechtseintrag
Obwohl im Personenregister neben männlich und weiblich noch andere Einträge möglich sind, nämlich divers, sowie kein Eintrag, werden nur zwei Gruppen erhoben.

### Auswertung
Zum Schutz des Wahlgeheimnisses werden die statistischen Auswertungen nicht für die einzelnen Wahlbezirke, sondern nur auf Bundes- und Länderebene ausgewiesen (§ 8 WStatG).
Die Wählermerkmale werden nicht während der örtlichen Stimmauszählung durch die Wahlhelfer miterhoben, sondern zentral durch die Statistikbehörden.

### Veröffentlichung
Das Ergebnis der Auswertung muss veröffentlicht werden (§ 1 WStatG). In der Regel ist dies aber erst rund sechs Monate nach dem Wahltermin möglich. Die Veröffentlichung von Ergebnissen oberhalb der Gemeindeebene ist dem Statistischen Bundesamt und den statistischen Ämtern der Länder vorbehalten (§ 8 WStatG).

### Gültigkeit
Das Wahlstatistikgesetz gilt nur für Bundestags- und Europawahlen. Für Landtagswahlen wird die repräsentative Wahlstatistik durch Landesrecht geregelt, zum Beispiel in Bayern durch Artikel 91 Landeswahlgesetz und Paragraph 87 Landeswahlordnung, in Nordrhein-Westfalen durch § 45 LWG und § 64 LWO oder in Niedersachsen durch § 52 LWG.

## Geschichte
Erste Auswertungen, die der Zielsetzung der heutigen repräsentativen Wahlstatistik entsprechen, gab es bereits bei der Sächsischen Landtagswahl im Jahr 1903, hier aber nur auf die Wahlbeteiligung bezogen. In der Weimarer Republik wurde ab 1924 die Stimmabgabe in einigen Gebieten nach Geschlecht erhoben. Das heute genutzte System wurde erstmals zur Bundestagswahl 1953 eingeführt. Zu den Bundestagswahlen 1994 und 1998 (nicht aber zu den Europawahlen) wurde die Erhebung ausgesetzt, weil im Bundestag Bedenken zur Akzeptanz in der Bevölkerung aufgekommen waren. Nach Forderungen aus der Wissenschaft und Entschließungen des Bundesrats beschloss der Bundestag 1999 ein gesondertes Wahlstatistikgesetz, das möglichen Widerständen der Wähler begegnen sollte und zahlreiche Schutzmaßnahmen normierte. Von 2002 an wurde die Erhebung auf Briefwahlbezirke ausgeweitet, nachdem der früher nur unbedeutende Anteil der Briefwähler 1998 bereits 16 Prozent erreicht hatte. Zur Bundestagswahl 2021 wurde erstmals auch die Geschlechtsausprägung „divers“ in den Merkmalseindrucken genannt. Wegen der zu erwartenden geringen Fallzahlen dieser Geschlechtsausprägung wurde sie zur Gewährleistung des Wahlgeheimnisses gemeinsam mit der Ausprägung „männlich“ erhoben und ausgewertet.

## Praktische Durchführung
Die Wahlbeteiligung der einzelnen Gruppen kann bereits anhand der Wählerliste erhoben werden, hierfür werden die Angaben auf den Stimmzetteln nicht benötigt. Wegen der geringeren Sensibilität der Daten ist hier eine Auswertung nach zehn Altersgruppen zulässig. Das eigentliche Stimmverhalten wird dagegen über Personenmerkmale erfasst, die auf jedem Stimmzettel vorab aufgedruckt sind. Deshalb müssen für jede der zehn Alters-/Geschlechtskombinationen in jedem Wahllokal ausreichend viele Stimmzettel vorhanden sein. Bei den Vorbereitungen wird deshalb die Alters- und Geschlechtsverteilung in der betreffenden Gemeinde ermittelt und zur Vorsicht eine hundertprozentige Wahlbeteiligung vermutet. In einem Wahlbezirk mit 1000 Wahlberechtigten und durchschnittlicher Bevölkerungsstruktur würden für männliche Wähler der einzelnen Altersgruppen 50, 70, 80, 140 und 150 Stimmzettel bereitgelegt, für die weiblichen Wähler 50, 60, 80, 130 und 190 Stimmzettel. Sofern das Geburtsjahr nicht im Ausdruck der Wählerliste enthalten und der Wähler nicht bereit ist, sein Geburtsjahr mitzuteilen, erhält er den Stimmzettel auf Basis einer bestmöglichen Schätzung. Ein wahlweiser Anspruch auf Verwendung eines nicht gekennzeichneten Stimmzettels besteht nicht und könnte im Wahllokal auch nicht erfüllt werden, weil im entsprechenden Wahlbezirk üblicherweise keine anderen Stimmzettel vorliegen. Nach Auffassung der Landeswahlleiterin von Berlin ist die Gültigkeit eines Stimmzettels allerdings nicht beeinträchtigt, wenn der Unterscheidungsaufdruck vom Wahlberechtigten durch Abreißen entfernt wurde.
Nach Wahlschluss werden die Stimmen zunächst regulär ausgezählt, die Stimmzettel dann versiegelt verpackt und zur statistischen Auswertung an die zuständige Landesbehörde (bzw. in Kommunen mit eigenem Statistikamt dorthin) übersandt. Nach der Auswertung sind sie an die Gemeinden zurückzugeben.